# Ptychochromoides betsileanus
Ptychochromoides betsileanus là một loài cá thuộc họ Cichlidae. Nó là loài đặc hữu của Madagascar. Môi trường sống tự nhiên của nó là các con sông. Nó bị đe dọa do mất môi trường sống.